# Basketball Hall of Fame

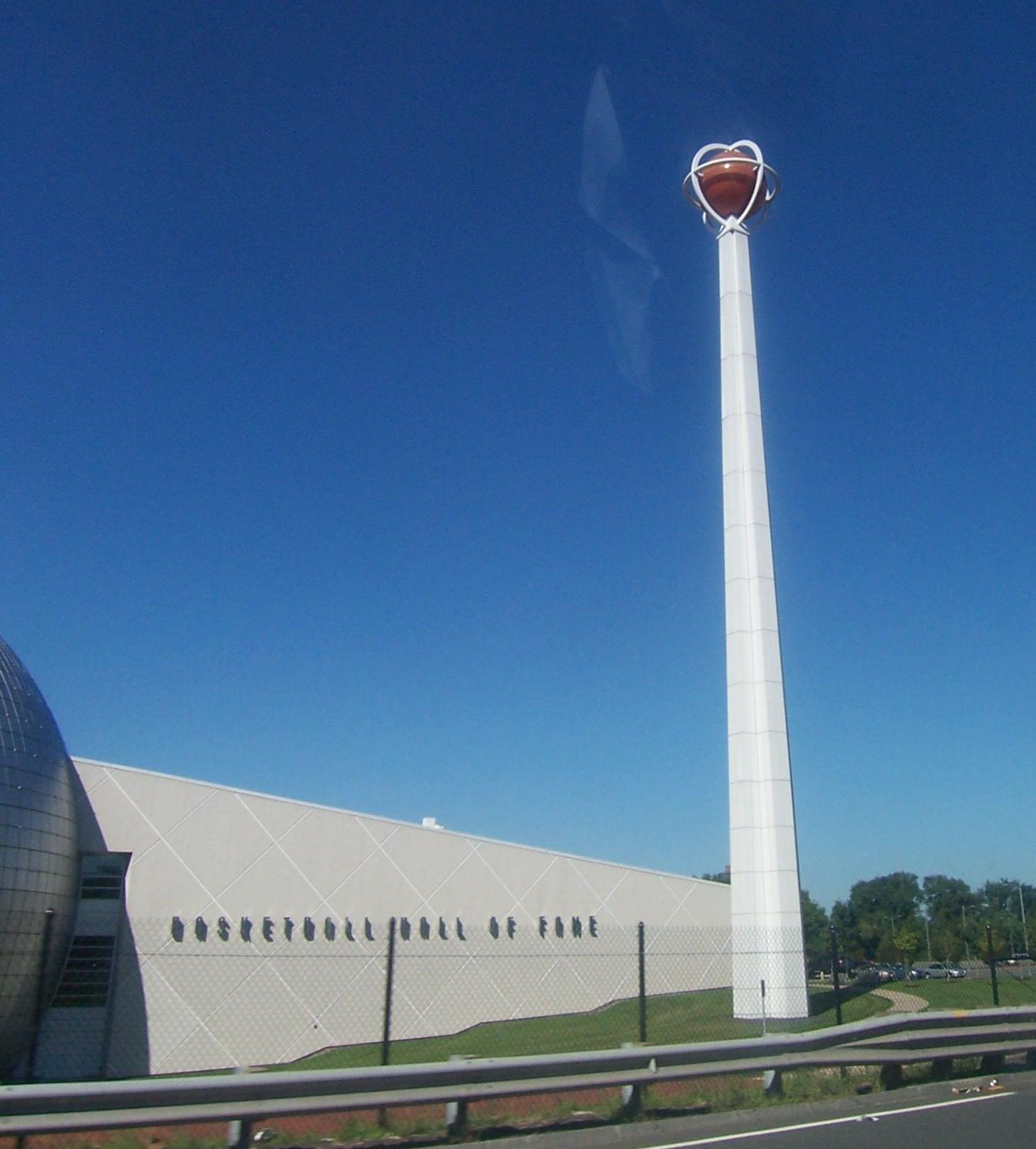
Budova Síně slávy, Springfield, Massachusetts

Basketball Hall of Fame (Basketbalová síň slávy) je organizace, která oceňuje celoživotní přínos pro světový basketbal u hráčů, trenérů, rozhodčích a dalších osob spojených s tímto sportem. Nese jméno zakladatele basketbalu – Jamese Naismitha.
Organizace byla založena v roce 1959 a sídlí ve Springfieldu v americkém státě Massachusetts. Na rozdíl od podobných organizací, které se zabývají baseballem nebo americkým fotbalem, v Basketbalové síni slávy jsou oceňovány nejen osoby spojené s americkými profesionálními soutěžemi (NBA), ale i z vysokoškolských a amatérských soutěží, a ze zemí mimo severní Ameriku.
Seznam oceněných osob lze najít v samostatném článku Seznam členů Basketball Hall of Fame.